# Batalha de Olivento
A batalha de Olivento foi travada em 17 de março de 1041 entre o Império Bizantino e os normandos do sul da Itália e seus aliados lombardos perto do rio Olivento, na Apúlia, no sul da Itália.

## História
A batalha teve sua origem na decisão de Arduíno da Lombarda, um lombardo que falava grego que tinha lutado pelos bizantinos, em mudar de lado e formar uma coalizão com os normandos Rainulfo Drengoto e os irmãos Altavila (Guilherme Braço de Ferro, Drogo, Hunifredo) e os lombardos Atenulfo de Benevento e Argiro de Bari. Depois de ter derrotado os exércitos imperiais, eles tomariam para si as terras conquistadas.
O catepano bizantino da Itália, Miguel Dociano, mudou-se de Bari com os poucos soldados que conseguiu reunir, incluindo alguns varangianos, as tropas tagmáticas do Tema Opsiciano e vários tracésios. Foi capaz de derrotar as primeiras tropas rebeldes que conheceu, e ele os perseguiu em Ascoli Satriano. Aqui foi recebido por um exército de 300 cavaleiros normandos e 600 de infantaria sob Rainulfo Drengoto, Arduíno e Guilherme Braço de Ferro. Antes da batalha, Dociano enviou um emissário ao exército lombardo-normando para dar-lhes uma escolha de voltar ao território Lombardo ou lutar contra o exército bizantino numericamente superior. Assim que o enviado concluiu os termos, Hugo Tubeúfo, o cavaleiro normando, que estava segurando as rédeas para a montagem do enviado matou o cavalo ao bate-lo na parte de trás da cabeça com sua luva. Após o enviado receber um outro cavalo, voltou para Dociano com a resposta dos normandos escolhendo lutar.
Os rebeldes haviam implantado a cavalaria no centro, com a infantaria nas alas. Os bizantinos lançaram várias ondas de ataques contra a cavalaria normanda. No entanto, os normandos resistiram e contra-atacaram, derrotando os bizantinos com uma carga de cavalaria decisiva. As tropas gregas fugiram, e muitos deles se afogaram no rio. O próprio catepano mal foi capaz de escapar vivo.
A batalha de Olivento foi o primeiro dos inúmeros êxitos marcados pelos normandos em sua conquista do sul da Itália. Após a batalha, eles conquistaram Ascoli, Venosa, Gravina in Puglia. Foi seguido por outras vitórias normandas sobre os bizantinos nas batalhas de Monte Maior e Montepeloso.